# کارمن مارتین گایته
کارمن مارتین گایته (۸ دسامبر ۱۹۲۵ – ۲۳ ژوئیه ۲۰۰۰) نویسنده اسپانیایی بود که بسیاری از رمان‌ها، داستان‌های کوتاه، فیلم‌نامه‌ها و مقاله‌ها را در ژانرهای مختلف نوشت. آثار او به طرز قابل توجهی شناخته شده‌اند: در سال ۱۹۵۷، او برای بین پرده‌ها جایزه نادل را دریافت کرد؛ در سال ۱۹۸۸ او برنده جایزه شاهزاده آستوریاس شد؛ در سال ۱۹۹۲ جایزه کاستییا و لئون د لاس لتراس را دریافت کرد و همچنین به او جایزه آثبو د هونر برای یک عمر فعالیت ادبی‌اش اهدا شد.

## زندگی‌نامه
کارمن مارتین گایته در ۸ دسامبر ۱۹۲۵ در سالامانکا به دنیا آمد. او دومین دختر خوزه مارتین لوپز، که در والادولید متولد شده بود، و ماریا گایته ولوسو از اورنس بود. والدین او در سالامانکا آشنا شدند، جایی که پدرش به عنوان دفترخانه مشغول به کار بود. مادر و پدربزرگ و مادربزرگ مادری‌اش اهل اورنس بودند؛ جایی که پدربزرگش استاد جغرافیا و عموی بزرگش بنیان‌گذار انجمن اورنس و ناشر روزنامه ال اورنس بود.
خانواده گایته تابستان‌های خود را در مزرعه پدربزرگ و مادربزرگ او در سن لورنسو د پیور (بارباداس)، واقع در پنج کیلومتری اورنس، سپری می‌کردند. این سفرها باعث شد که او با گالیسیا و فرهنگ آن ارتباط نزدیکی پیدا کند؛ تجربه‌ای که بعدها در آثار او، از جمله بندها و رشته‌ها، نمود پیدا کرد.
مارتین گایته در شهر سالامانکا بزرگ شد. پدرش تمایلات سیاسی آزادی‌خواهانه داشت و نمی‌خواست او در یک مؤسسه دینی تحصیل کند؛ بنابراین، به جای حضور در مدرسه‌های مذهبی در سال‌های اولیه‌اش، مارتین گایته در خانه توسط معلمان خصوصی و پدرش که به تاریخ و ادبیات علاقه‌مند بود، آموزش دید.
آغاز جنگ داخلی اسپانیا فرصت تحصیل مارتین گایته را در دو سال آخر دبیرستان در مؤسسه مدرسه مادرید، همان‌طور که خواهرش آنا نیز پیش‌تر انجام داده بود، از او گرفت. او تحصیلات متوسطه خود را در مؤسسه مدرسه زنان سالامانکا به پایان رساند؛ مدرسه‌ای که بعدها در رمان بین پرده‌ها به آن اشاره کرد. در این مدرسه، او از آموزش‌های رافائل لاپسا و سالوادور فرناندز رامیرز بهره‌مند شد؛ افرادی که بعدها به عضویت آکادمی سلطنتی اسپانیا درآمدند و نقش قابل‌توجهی در شکل‌گیری تمایلات ادبی او ایفا کردند.
در سال ۱۹۴۳، مارتین گایته فلسفه را در دانشگاه سالامانکا آغاز کرد و تحت تعلیم استادانی چون فرانسیسکو مالدونادو، آنتونیو توار، مانوئل گارسیا کالوو و آلونسو زامورا ویسنته قرار گرفت. در نخستین سال تحصیلی، او با شخصیت‌های برجسته‌ای همچون ایگناسیو آلدکوا و آگوستین گارسیا کالوو آشنا شد. در همین دوران، نخستین اشعار او در مجله کارها و روزها منتشر شد. علاقه او به هنر تئاتر نیز در این سال‌ها شکل گرفت و او در چندین نمایش به عنوان بازیگر حضور پیدا کرد.
تابستان سال ۱۹۴۶، او موفق به دریافت بورسیه تحصیلی از دانشگاه کویمبرا شد که این تجربه، علاقه او به فرهنگ پرتغالی-گالیشیایی را بیش از پیش عمق بخشید.
پس از اتمام مدرک خود در زبان‌های رومی در تابستان ۱۹۴۸، او بورس تحصیلی برای تحصیلات بیشتر در خارج از کشور در کالج بین‌المللی کن دریافت کرد. در آنجا، او فرانسوی خود را تکمیل کرد و با جامعه‌ای بازتر و جهان‌شمول‌تر آشنا شد. در همان سال، او به مادرید نقل مکان کرد تا پایان‌نامه دکترای خود را در زمینه کانسونیر گالیسیا-پرتغالی سده سیزدهم آماده کند، که آن را کامل نکرد. در مادرید، ایگناسیو آلدکوا او را به حلقه‌ای ادبی معرفی کرد که شامل برخی از نویسندگانی بود که جزو نسل ۵۰ بودند. اعضای برجسته این حلقه مداردو فرایله، آلفونسو ساستره، مایراتا او ویسییدو، خیسوس فرناندز سانتوس، رافائل سانچز فرلوسیو، خوسه‌فینا آلدکوا و کارلوس ادموندو د آوری بودند.